# Stranded Kids
Stranded Kids, anche noto come Survival Kids, è un videogioco di ruolo sviluppato e pubblicato da Konami nel 1999 per Game Boy Color.

## Modalità di gioco
Il gameplay di Stranded Kids consiste nel sopravvivere in un'isola deserta, procurandosi cibo e acqua, affrontando gli animali selvatici.